# Dante's Cove
Dante's Cove es la primera serie de televisión de temática homosexual de terror/fantástica. Aunque en la serie Buffy la cazavampiros una de las protagonistas era lesbiana, esta serie es la primera en la que el reparto está formado casi exclusivamente por actores y actrices homosexuales o filogays. Se retransmite en los Estados Unidos, por la cadena de televisión here!, orientada al público homosexual. 

## Producción
La primera temporada se rodó en las islas Turcas y Caicos, en película de 35 mm En un principio se iban a realizar tres episodios, pero editaron de nuevo todo el rodaje y terminaron creando dos episodios, de 84 minutos el primero y 106 el segundo, los cuales se retransmitieron en otoño del 2005.
La segunda temporada se rodó en la parte norte de Oahu, en Hawái, durante la primavera del año 2006, muy cerca de donde se rueda la serie Perdidos. En esta nueva ubicación hacían falta nuevos escenarios, y los cambios en éstos apenas se tuvieron en cuenta, aunque en el guion de Tracy Scoggins se introdujo la siguiente línea: "what a fresh coat of paint can really do (lo que puede hacer una buena capa de pintura)." Pero entre bastidores, sin embargo, los cambios repercutieron en el calendario de rodaje, así como en el número de escenas nocturnas, debido a cuestiones de toque de queda y restricciones en algunas de las ubicaciones, impuestas por los vecinos. Esta temporada, a diferencia de la primera, se rodó con videocasete de alta definición. Se pretendía que esta temporada contara con seis capítulos de una hora, pero durante el rodaje se combinaron los episodios quinto y sexto, dando lugar a una temporada de cinco episodios, la cual se retransmitió en otoño del 2006.
Se ha terminado de rodar la tercera temporada, con cinco capítulos de una hora, aunque ahora mismo se encuentra en la fase de postproducción. En octubre del 2007 se retransmitirá el primer episodio en la cadena here!.

## Resumen de la primera temporada
Allá por el año 1840, Ambrosius Vallin se va a casar con Grace Neville en la ciudad isleña de Dante's Cove. Sin embargo, cuando esta descubre que Ambrosius mantiene relaciones sexuales con el mayordomo, decide utilizar sus poderes de Avatar —o gran sacerdotisa—, de una secta de la mística religión conocida como Tresum para matar al mayordomo. Después encierra a Ambrosius en el sótano de su casa y le echa una maldición de envejecimiento. La única manera que tendrá éste de recuperar su libertad es recibiendo el beso de un chico guapo y joven.
Ya en la actualidad, Kevin se muda a Dante's Cove para estar con su novio Toby, ya que la situación familiar en su casa es insostenible. Se va a vivir con Toby, que vive en la casa de Grace, que es ahora el hotel Dante, y donde viven también Van, una artista lesbiana, y Adam, amigo heterosexual de Toby desde la infancia que vive del dinero que le dejaron los padres. Kevin empieza a tener visiones y a escuchar extrañas voces que le llaman.
Durante una fiesta, Kevin se ve arrastrado hasta el sótano y se encuentra a Ambrosius, el cual le besa, recuperando así su juventud y libertad. Ambrosius utiliza sus propios poderes de Tresum, los cuales aprendió durante su cautiverio, para forzar a Kevin a que se corte la muñeca, por lo que termina más tarde en el hospital.
Ambrosius se obsesiona enseguida con Kevin y usa sus poderes de Tresum para seducirlo. Grace, que aún está celosa y resentida por la traición, asesina a Kevin en el hospital. Fuera de sí, Ambrosius ataca a Grace, la encarcela y le lanza un hechizo de envejecimiento, tal y como hizo ella hace dos siglos. 
Sin saber el porqué, Kevin vuelve a la vida después de que Ambrosius le bese. Sin embargo, la fechoría de Grace consigue deshacer el hechizo bajo el que se encontraba Kevin, sin cualquier recuerdo acerca de Ambrosius. Van usa un hechizo del Libro de Tresum que ha encontrado y consigue invertir el hechizo, con lo que libera a Kevin para que pueda estar de nuevo con Toby.
Bajo la influencia de Ambrosius también está Cory, que vive en el hotel. Cory se empieza a obsesionar con Ambrosius, e intenta hacer romper a Toby y Kevin contándoles mentiras sobre infidelidades, pero no lo consigue. La temporada termina cuando Ambrosius y Cory, según parece, asesinan a Toby y tiran su cuerpo al mar.

## Resumen de la segunda temporada
En la segunda temporada hay nuevos personajes que habitan Dante's Cove, como Kai, un manitas sin moral que consigue todo (y a todos) lo que quiere; Marco, el propietario de un nuevo y bonito club, el H2Eau; Michelle, la novia de Van; Brit, una camarera y profesora de buceo; Colin, el propietario de un club privado de sexo, y, por último, Diana, que ha revelado tener una misteriosa conexión con Ambrosius y Grace.
La temporada empieza donde terminó la primera: Toby aparece en la orilla y ha sobrevivido al intento de asesinato. Grace escapa de su encarcelamiento y recupera su juventud. Ambrosius desentierra su propia tumba y recoge un alijo de monedas de oro que su madre enterró ahí. Decide seguir el consejo de Adam y se pone a la moda, tanto su look como su vestimenta, y se empieza a llamar a sí mismo "Bro" (abreviatura de "hermano"). 
Van realiza un hechizo para saber qué le ha pasado a Toby, con lo que llama la atención de Grace y su novia se enfurece. Van promete no volver a hacer magia de nuevo, pero cuando Grace la ataca, el Libro de Tresum cobra vida y la defiende; Michelle aparece y ve solamente el final. 
Toby, que ha recuperado la memoria, sigue a Cory hasta la nueva casa que se ha comprado Bro y llama a Van. Bro empieza a estrangular a Cory, pero cuando Toby interfiere, Bro decide intentar matarlo de nuevo. Van llega a tiempo y, de manera instintiva, derrota a Bro mediante un hechizo con el cual manda a mar abierto a Bro y a Cory. Más tarde, Adam encuentra el cadáver de Cory en la orilla.
Michelle le da una última oportunidad a Van para que abandone con ella la isla. Sin embargo, Van realiza un hechizo sobre Michelle para que se olvide de todo lo relacionado con la magia. El hechizo no tiene el efecto deseado y Michelle olvida también a Van. 
Van y Toby avistan a Bro en el funeral de Cory. Después de encontrarse con la misteriosa Diana Childs, Van tiene una discusión con la amnésica Michelle y Brit. Van busca a Grace para que le enseñe los poderes de Tresum, pero ésta no acepta porque Van se niega a estar bajo las órdenes de Grace. Michelle y Brit hacen el amor, pero Michelle empieza a tener visiones de Van. 
Bro visita a Diana, y ésta le advierte que no ha de revelar los secretos que ella guarda bajo la manga. Durante un recuerdo, vemos cómo es Diana la que ha enseñado a Ambrosius los poderes de Tresum. Van y Grace realizan un hechizo para que cualquier hechizo de amor que conjure Ambrosius sobre Kevin no tenga efecto. Un nuevo obrero que está trabajando en el hotel le tira los trastos a Kevin, pero Toby les pilla y le dice a Kevin que ya no quiere compartir habitación con él.
Diana le dice a Ambrosius que tiene que asegurarse un aspirante servicial antes del solsticio. Diana se le sigue insinuando a Van, y ésta se ofrece para limpiarle la casa. 
El hechizo de Van empieza a tener efectos secundarios sobre Michelle, que se ve atormentada por recuerdos sin sentido. 
Van hace un retrato de Grace, la cual se sorprende porque en el dibujo se encuentra también Diana. Grace se enfrenta a Diana y entonces se descubre que son realmente hermanas. Diana le echa en cara que el poder de Tresum se ha estancado desde que se canceló la boda de Grace con Ambrosius y Grace le responde que en cuanto llegue el solsticio, todo el poder bloqueado fluirá por ella. 
Adam abusa de una droga llamada "Saint" (santo) y pierde el control. Bajo los efectos de la droga empieza a darse cuenta de que realmente le gustan los chicos, y se lía con Bro. Kevin y Toby vuelven a estar juntos. Van no puede conciliar el sueño y Diana la despierta en medio de la playa. 
Mientras está limpiando la casa de Diana, Van descubre una muñeca de porcelana rota y una hoja del Libro de Tresum que aún no puede leer. En un recuerdo se nos muestra cómo el padre de Diana se la dio momentos antes de morir a manos de su mujer. Su padre, además, le dio el libro de la casa del Sol de Tresum. Van le lleva la hoja a Grace, que se la quita de su posesión. 
Adam sigue por un camino de perdición y sus compañeros de piso intentan convencerle, pero sin éxito, de que deje las drogas. Van sigue a Adam hasta la fuente donde crece la droga, y descubre, tras volver al hotel, que puede leer más páginas del Libro de Tresum. 
Bro realiza un hechizo para aprender detalles de la vida de Kevin, como, por ejemplo, su primer amor: Derrick. Kevin le arregla el coche a Bro, y recibe una pulsera como regalo. Cuando Toby ve la pulsera se enfurece mucho, y Van descubre que está encantada. Más tarde, Toby la lanza al océano. 
Diana descubre que la hoja ha desaparecido y va a ver a Grace, la cual le dice que sabe que el próximo solsticio será de Libra. 
Adam pierde totalmente el control y va al club de sexo a follar, y más tarde se desmaya en el césped del hotel. Toby le cuida mientras se desintoxica. 
Diana y Ambrosius mantienen una conversación sobre el próximo solsticio de Libra, y revelan que dentro de tres días, una bruja de Tresum adquirirá poder sobre el tiempo, para poder viajar en el tiempo y cambiar un suceso. Traman un plan para evitar que Grace consiga el poder y para que Diana pueda volver atrás en el tiempo y salvar a su padre y "salvar a Tresum de las manos de Grace". Van vuelve a la fuente y obtiene la habilidad de leer la hoja de Diana sobre el solsticio de Libra. 
Michelle cada vez está más atormentada y le enseña a Van una foto de ellas dos juntas, pidiéndole explicaciones, a lo que Van le dice que no se conocen. Michelle, totalmente angustiada, se mete en el océano y se ahoga.
Derrick, el ex de Kevin, llega a Dante's Cove para festejar su despedida de soltero.
Como el solsticio de Libra está a la vuelta de la esquina, Van decide ser la aspirante de Grace en un intento de salvar a Michelle. Ambrosius intenta de nuevo encantar a Kevin mediante la muñeca de porcelana, que contiene un poderoso hechizo de amor creado por su madre. El hechizo hace que Derrick intente seducir a Kevin y que Marco y Kai se enrollen. Bro intenta usar la muñeca para que Adam y Toby se líen, pero el amor verdadero que profesa Toby por Kevin es mayor y no cae bajo los efectos del hechizo. Toby destruye la muñeca pero Bro usa sus poderes de Tresum para controlar a Toby. Ambrosius chantajea a Kevin para que sea su nuevo aspirante. 
Grace y Van llegan a la fuente antes que los demás y empiezan a realizar el ritual. Bro interfiere y ataca a Grace. Ambos absorben la fuerza de sus aspirantes para obtener más energía, pero Toby se interpone. Parece que Grace obtiene ventaja y desintegra a Bro; pero la suerte le dura poco tiempo, porque a los pocos segundos aparece Diana y le hace desaparecer a ella. Diana se prepara para reclamar el poder de Libra y así salvar a su padre y destruir a su madre, pero Van le insta a que use el poder para dar vida y no para quitarla; por ello, Diana decide entregarle el poder a Van, y así puede volver atrás en el tiempo y salvar a Michelle. 
Al día siguiente, Michelle deja la isla y vuelve a su casa. Bro aparece de repente, dice que Kevin ha aceptado de buena gana y se lo lleva. Ambos desaparecen ante las atónitas miradas de Toby y Van.

## Reparto
- William Gregory Lee: Ambrosius Vallin (a partir de la primera temporada)
- Tracy Scoggins: Grace Neville (a partir de la primera temporada)
- Gregory Michael: Kevin Archer (a partir de la primera temporada)
- Charlie David: Toby Moraitis (a partir de la primera temporada)
- Nadine Heimann: Van (temporadas 1 y 2)
- Josh Berresford: Cory Dalmass (temporadas 1 y 2)
- Michaela Mann: Chrissy (temporada 1)
- Zara Taylor: Amber  (temporada 1)
- Rena Riffel: Tina (temporada 1)
- Stephen Amell: Adam (temporada 1)
- Diane Davisson: Sadia (a partir de la segunda temporada)
- Jon Fleming: Adam (a partir de la segunda temporada)
- Thea Gill: Diana Childs (a partir de la segunda temporada)
- Erin Cummings: Michelle (temporada 2)
- Gabriel Romero: Marco Laveau (a partir de la segunda temporada)
- Michelle Wolff: Brit (a partir de la segunda temporada)
- German Santiago: Kai (a partir de la segunda temporada)
- Dylan Vox: Colin (a partir de la segunda temporada)
- Jill Bennett: Michelle (a partir de la tercera temporada )
- Jensen Atwood: Griff (a partir de la tercera temporada)
- Jenny Shimizu: Elena (a partir de la tercera temporada)
- Reichen Lehmkuhl: Trevor (a partir de la tercera temporada)

## La religión de Tresum
Tresum es una religión sobrenatural unida a la brujería. También contiene alusiones a históricas sectas, como la del Alba Dorada o la brujería gardneriana. Un nuevo estudiante de las enseñanzas de Tresum se denomina "aspirante", y el encargado de supervisar toda la secta era el avatar.
Cuanto más aumenta el poder de una bruja de Tresum, más libros de Tresum puede leer, textos sobrenaturales que contienen hechizos y rituales, que se revelan solamente cuando el estudiante es suficientemente poderoso, o sabio, para manejar la información. Cada "casa", parece ser, tiene su propia versión del Libro de Tresum: se conocen al menos los libros de las casas del Sol y de la Luna. Los legos, o aquellos que no estén preparados, no podrán leer el libro, ya que aparecerá como si estuviera escrito con jeroglíficos o un alfabeto rúnico. Al entrar en contacto con la droga Saint, la sustancia musgosa que crece en las fuentes de Tresum, se abre la mente de la bruja de Tresum, permitiéndole el acceso a hechizos o sabiduría que de otra manera no podría conseguir.
Según la página oficial de Dante's Cove, Tresum se divide en tres casas: Luna, Sol y Cielo. La casa de la Luna está constituida por energía femenina y su símbolo es el agua; La casa del Sol representa energía masculina y el símbolo es el fuego, y la casa del Cielo es la combinación de ambas energías, pero, aparte de su nombre, se desconocen el resto de los detalles.
Los poderes de una bruja de Tresum pueden aumentar de diversas maneras, aunque la más común es mediante los dos solsticios que tienen lugar al año.
No parece haber demasiadas diferencias entre los poderes de Tresum, por lo menos en lo que respecta a las casas de la Luna y el Sol. Ambrosius realizó un encantamiento en la pulsera que regaló a Kevin, pero también hay una sección de encantamientos en el libro de Van. Se dice que Tresum es una poderosa fuerza capaz de manipular la realidad a diferentes niveles. Se han visto a varias brujas de Tresum realizando hazañas como teletransportarse a sí mismas y a otros, controlar mentes, aparentar que la luna se haya vuelto azul y, la más siniestra de todas, matar con una mirada.

## Saint
Saint es una droga endémica de la zona de Dante's Cove, aunque puede que se extienda por otras zonas. Es una sustancia musgosa que los usuarios guardan en cajas de cerillas y se ingiere por vía oral. Produce un estado de euforia, una sensación de poder conseguir lo que uno se proponga, de invencibilidad. Para las brujas de Tresum, constituye un sacramento llamado "flor estrellada". Cuando se quema, produce visiones del pasado y del futuro y mejora las habilidades de un estudiante de Tresum; por ejemplo, permitiéndoles poder leer más secciones del Libro de Tresum.

## Conexiones conThe Lair(La guarida)
Hay pistas que apuntan a que Dante's Cove tiene lugar en el mismo universo fantástico que otra producción original de la cadena de televisión here!, The Lair (La guarida). Los personajes de The Lair se refieren a Saint como "la nueva droga que se meten todos los niños" y que ha sido desterrada por un avatar y una secta de brujas alrededor de una fuente. Son guiños a Tresum, aunque no se menciona este nombre de manera específica en el segundo episodio de The Lair.
Dylan Vox representa a Colin en ambas series, aunque en un diálogo en The Lair se apunta a que el personaje en esa serie es un vampiro desde hace mucho tiempo, quizá siglos.
El director Sam Irvin y Charlie David llaman al club de sexo de Dante's Cove "la guarida" y dicen que la serie The Lair es una especie de escisión." Según Peter Stickles, de The Lair, la serie fue originariamente creada como una escisión de Dante's Cove y se iba a llamar Dante's Lair (La guarida de Dante). En las primeras etapas de la producción se decidió cambiar el nombre, aunque se pretendía que el escenario de la serie fuera Dante's Cove, pero al final se terminó "perdiendo" esa conexión.

## Podcast y publicidad
Se lanzó un podcast de Dante's Cove a través de la página oficial de la serie y de la de iTunes el 6 de octubre de 2006. Está presentado por el DJ de Nueva York, Ben Harvey, e incluye resúmenes y debates, además de entrevistas con los actores.
Además, varios de los actores de Dante's Cove tienen sus propias cuentas en Myspace para que los fanes sepan qué van a hacer.

## Estreno en DVD
| Portada | Nombre del DVD       | Episodios | Fecha de estreno               | Características especiales |
| ------- | -------------------- | --- | ------------------------------ | --- |
|         | La primera temporada | - 1 "The Beginning" (El comienzo) - 2 "Then There Was Darkness" (Y después la oscuridad)                                            | 8 de agosto de 2006 (Región 1) | - Sección "Backlot" (bastidores) |
|         | La segunda temporada | - 1 "Some Kind of Magic" - 2 "Playing With Fire" - 3 "Come Together" - 4 "Spring Forward" - 5 "The Solstice"                        | 5 de junio de 2007 (Región 1)  | - Escenas ocultas - Sección "On the set" (En el plató) - Sección "Men of Dante's Cove" (Los hombres de Dante's Cove) - Sección "Women of Dante's Cove" (Las mujeres de Dante's Cove) - Sección "Out Actors" (Actores fuera del armario) - Sección "Backlot" (Bastidores) |
|         | La tercera temporada | - 1 "Sex and Death: And Rock and Roll" - 2 "Blood Sugar Sex Magik" - 3 "Sexual Healing" - 4 "Like a Virgin" - 5 "Naked in the dark" | Otoño 2007 (Región ??)         | |